# Jean et Joan Corbett
Jean et Joan Corbett, nées le 8 décembre 1911 à Philadelphie, sont deux actrices et sœurs jumelles américaines.
C'est d'abord Jean qui entra dans le cinéma et joua des petits rôles, souvent non crédités. Elle joua notamment dans Sueurs froides d'Alfred Hitchcock en 1958, et y fut la doublure de Kim Novak. Avec sa sœur Joan, elles jouèrent des rôles de jumelles dans quelques films comme La Tunique et The Caddy avec Jerry Lewis en 1953, et Les Pièges de la passion (1955).
Jean est morte le 22 février 1978 à Philadelphie.